# Mhire Spur
Der Mhire Spur ist ein Gebirgskamm im Ellsworthgebirge des westantarktischen Ellsworthlands. Er erstreckt sich von den Höhen um Mount Sporli in westlicher Richtung und bildet die Südwand des Larson Valley.
Der United States Geological Survey kartierte ihn anhand eigener Vermessungen und Luftaufnahmen der United States Navy aus den Jahren von 1961 bis 1966. Das Advisory Committee on Antarctic Names benannte ihn im Jahr 1966 nach Clifford J. Mhire, der als leitender Maschinenführer während der Operation Deep Freeze 1966 für den Transport von Flugzeugtreibstoff von der McMurdo-Station zum nahen Flugfeld Williams Field zuständig war.